# Cầu Lạc Long
Cầu Lạc Long là một cây cầu bắc qua sông Tam Bạc tại quận Hồng Bàng, thành phố Hải Phòng, Việt Nam.
Cầu được xây dựng lần đầu dưới thời Pháp thuộc, do Công ty Eiffel thực hiện. Ban đầu, cầu có tên là cầu Giốp (Pont Joffre), sau Cách mạng tháng Tám được đổi tên thành cầu Ngô Quyền và đến năm 1954 lại được đổi thành cầu Lạc Long cho đến nay. Trong chiến tranh phá hoại miền Bắc, cầu nhiều lần bị máy bay Mỹ ném bom và hư hại hoàn toàn, sau đó được sửa chữa, khôi phục lại.
Năm 1991, UBND thành phố Hải Phòng quyết định xây dựng cầu Lạc Long mới dài 146,6 m, rộng 15 m như hiện nay. Cầu được khởi công vào năm 1992 và hoàn thành năm 1993. Sau khi cầu mới đi vào hoạt động, cầu Lạc Long cũ đã được dỡ bỏ để thông tuyến đường thủy trên sông Tam Bạc.